# Clevelandské muzeum umění
Clevelandské muzeum umění (Cleveland Museum of Art) v Clevelandu ve státě Ohio je muzeum umění ve Spojených státech. Bylo založeno v roce 1913, budova muzea byla dokončena v roce 1916. Sbírky obsahují více než 40 tisíc exponátů. Muzeum se zaměřuje na předkolumbovské období, umění Asie a evropského středověku (včetně kusů z pokladu Velfů).
Ke známým exponátům muzea patří například Picassův obraz Život (1903) z jeho modrého období, odlitek Rodinovy sochy Myslitel poškozený teroristickým útokem anebo středověký Spitzerův kříž.

## Galerie

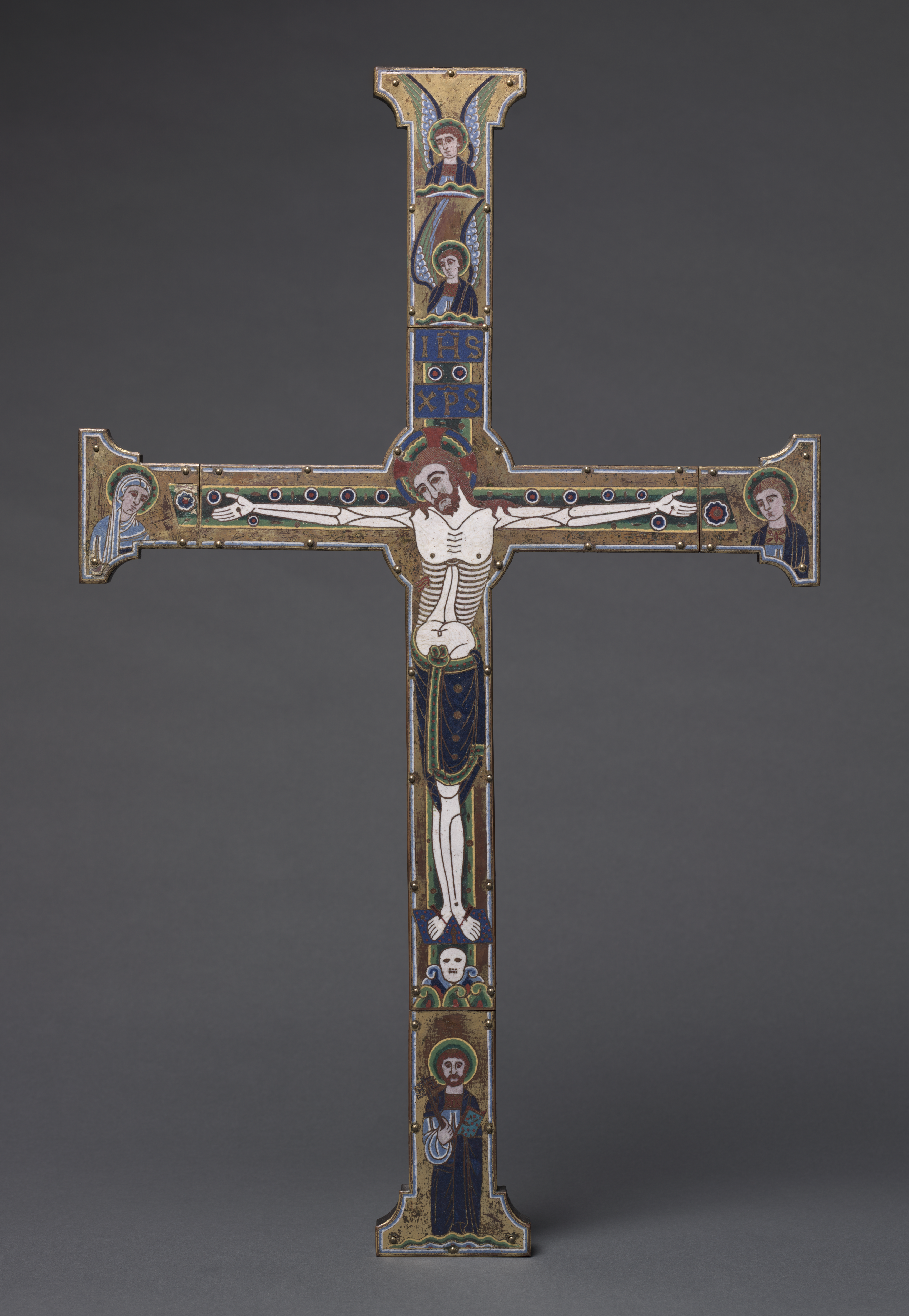
Tzv. Spitzerův kříž, Francie kolem roku 1190
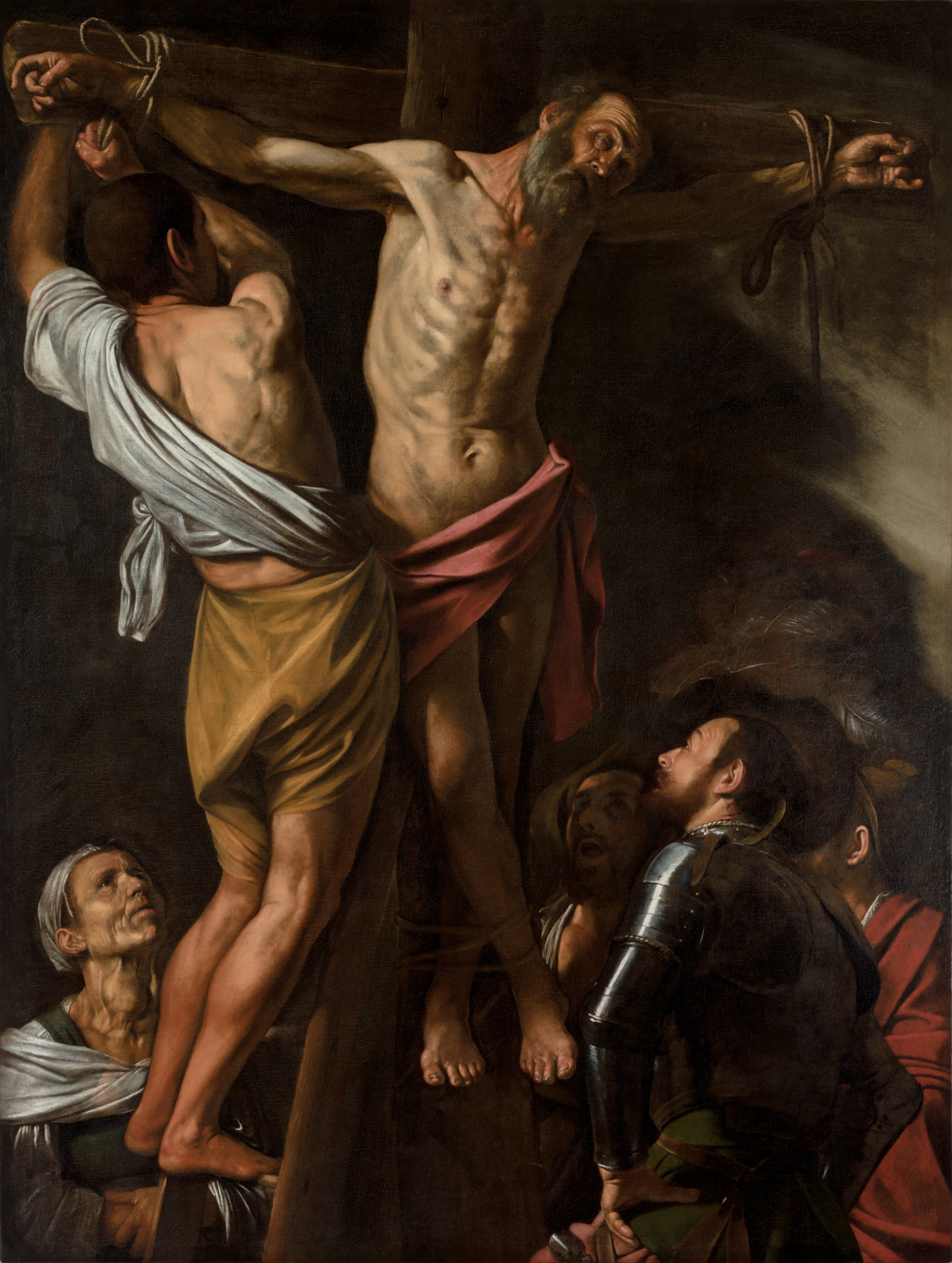
Caravaggio, Ukřižování sv. Ondřeje, 1607
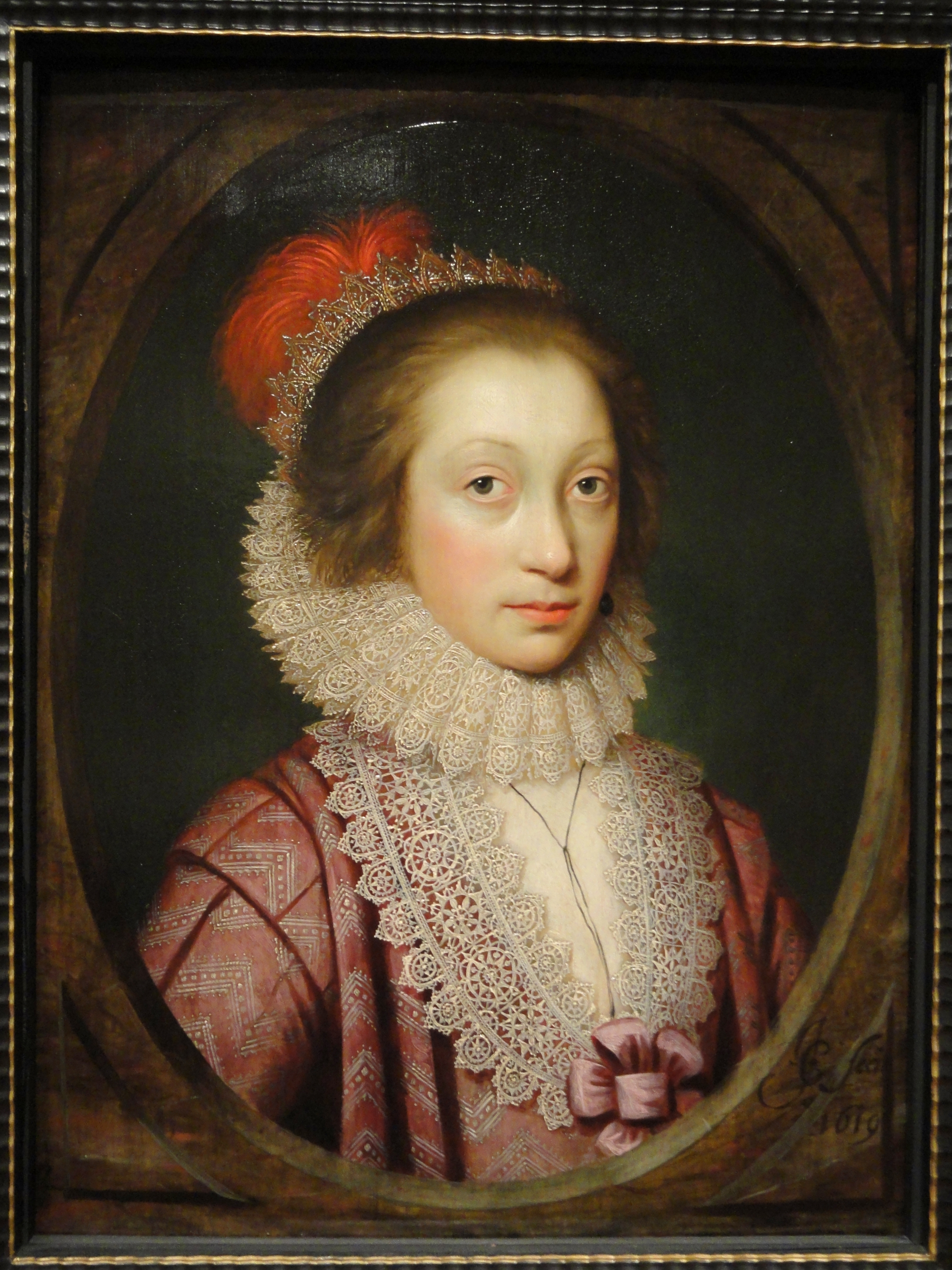
Cornelius Johnson, Portrét dámy, 1619
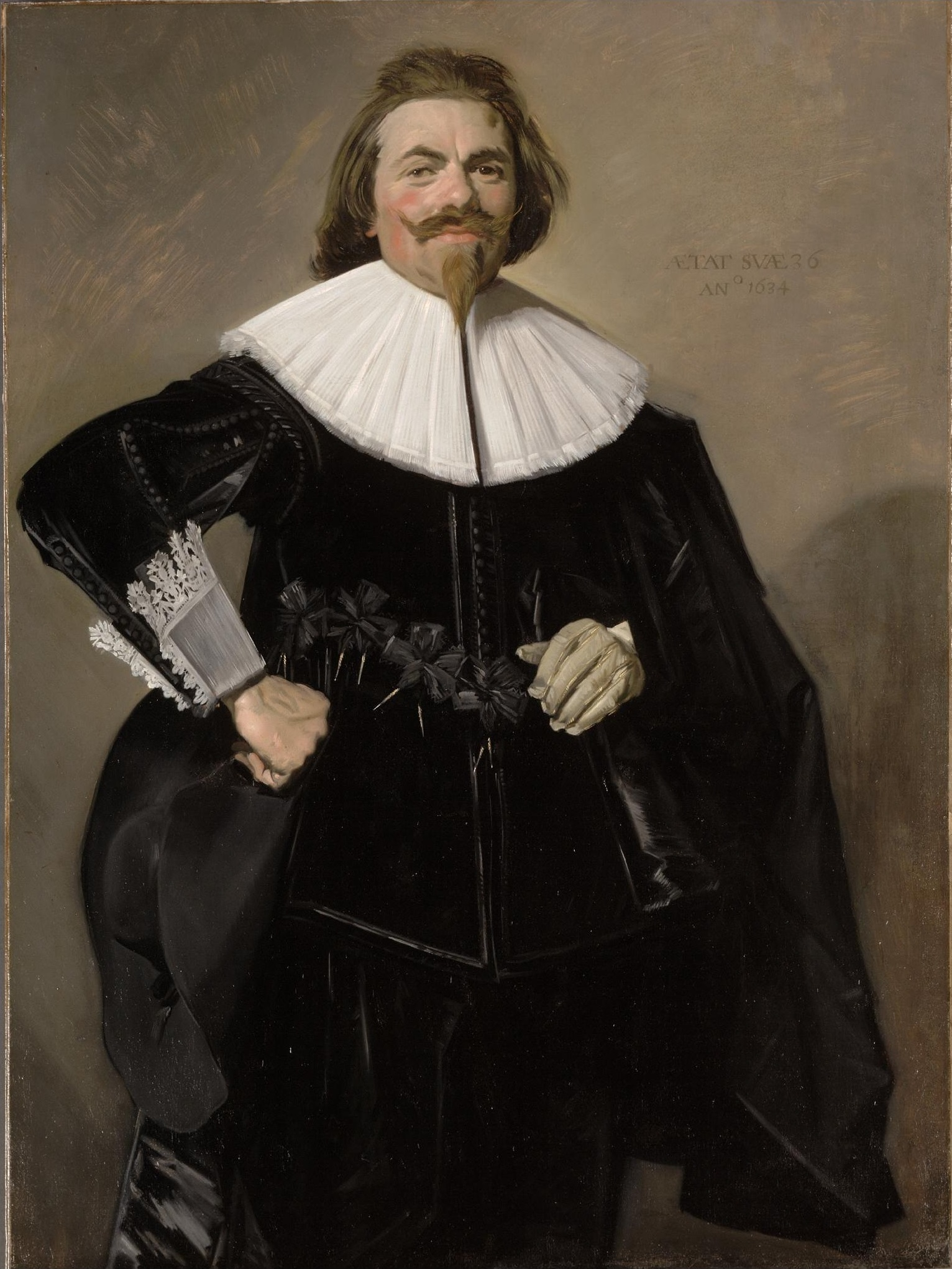
Frans Hals, Tieleman Roosterman, 1634
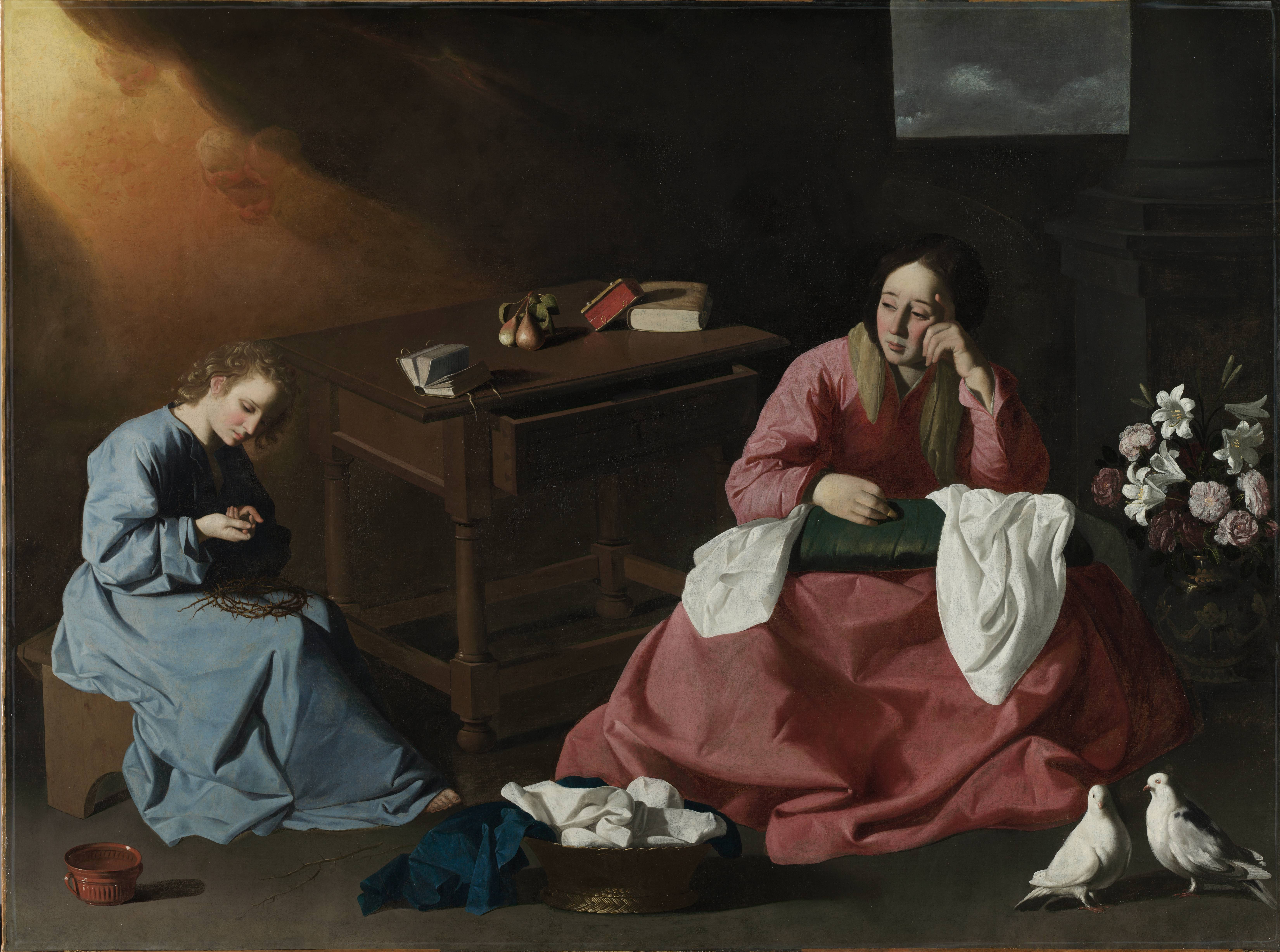
Francisco de Zurbarán, Dům v Nazaretu, asi 1640
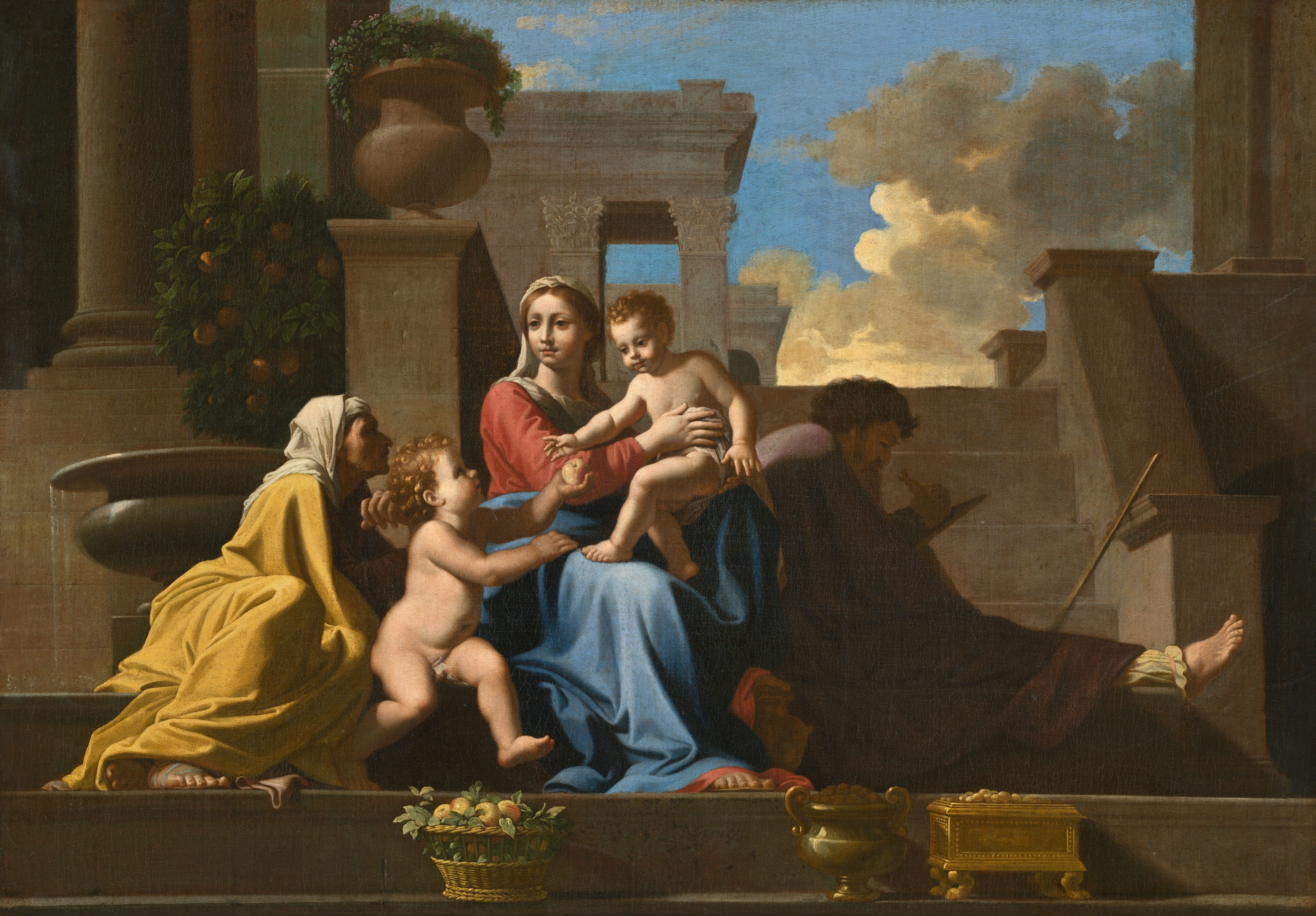
Nicolas Poussin, Svatá rodina na schodišti, 1648
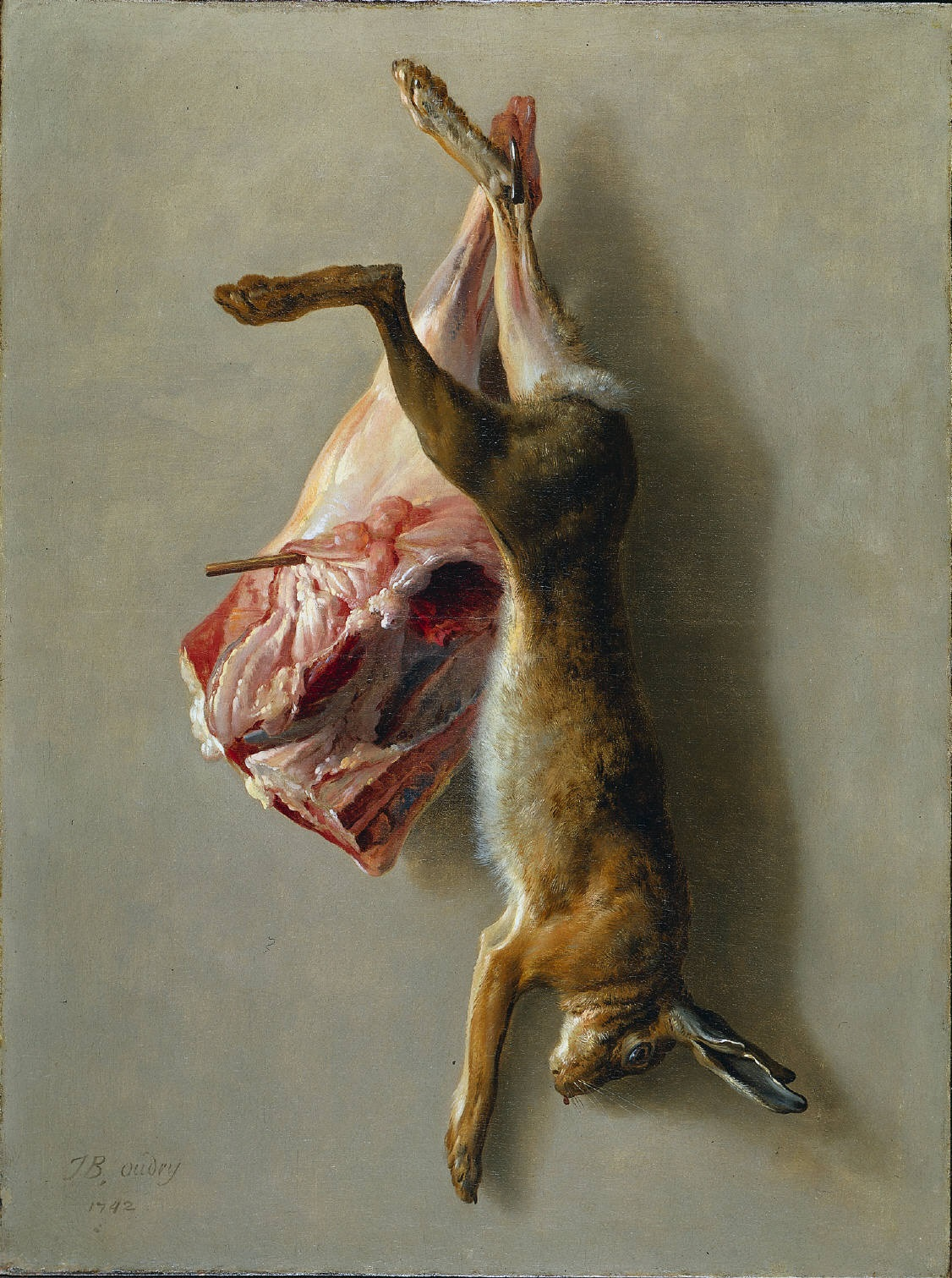
Jean-Baptiste Oudry, Zajíc a skopová kýta, 1742
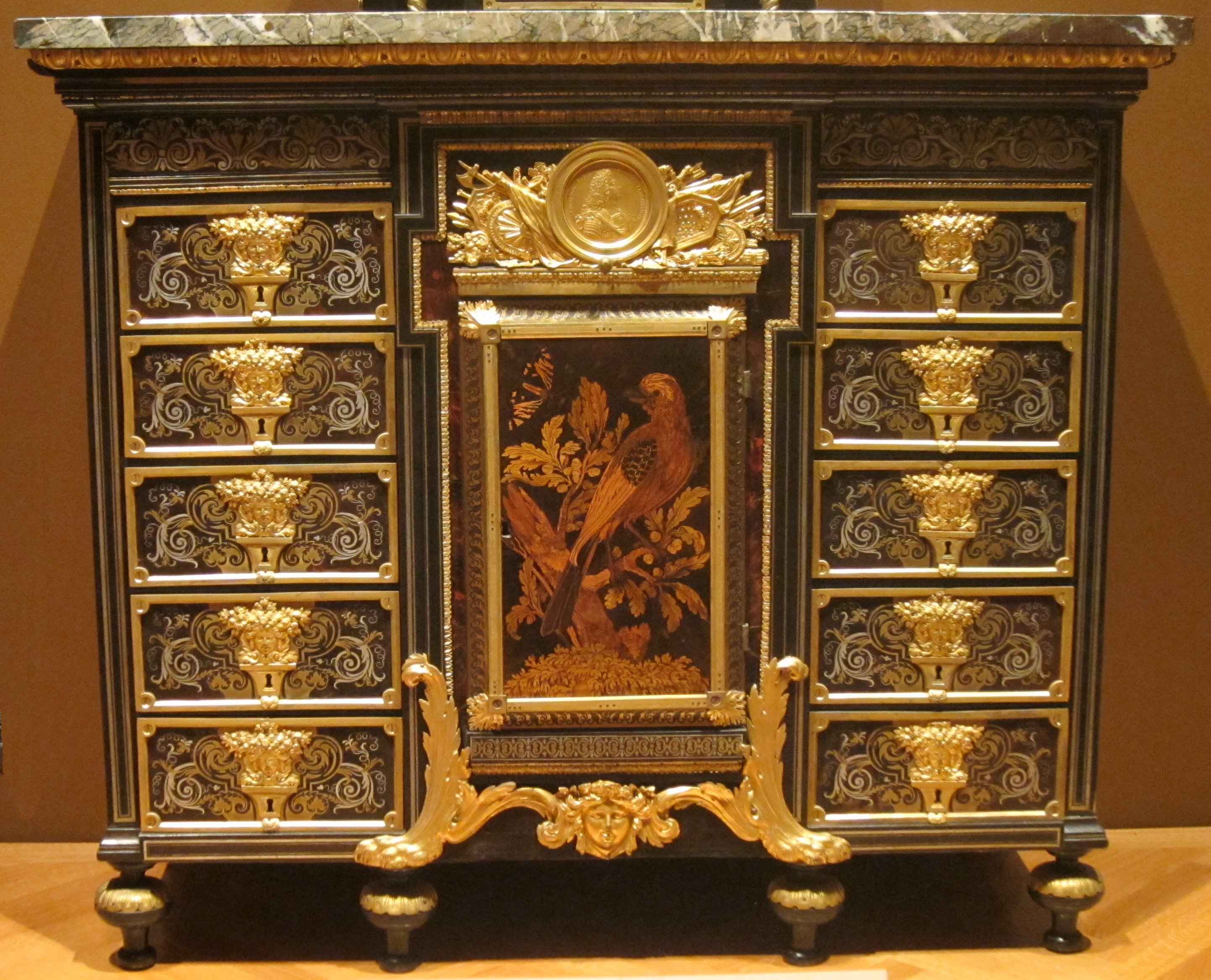
Skříň z roku 1690
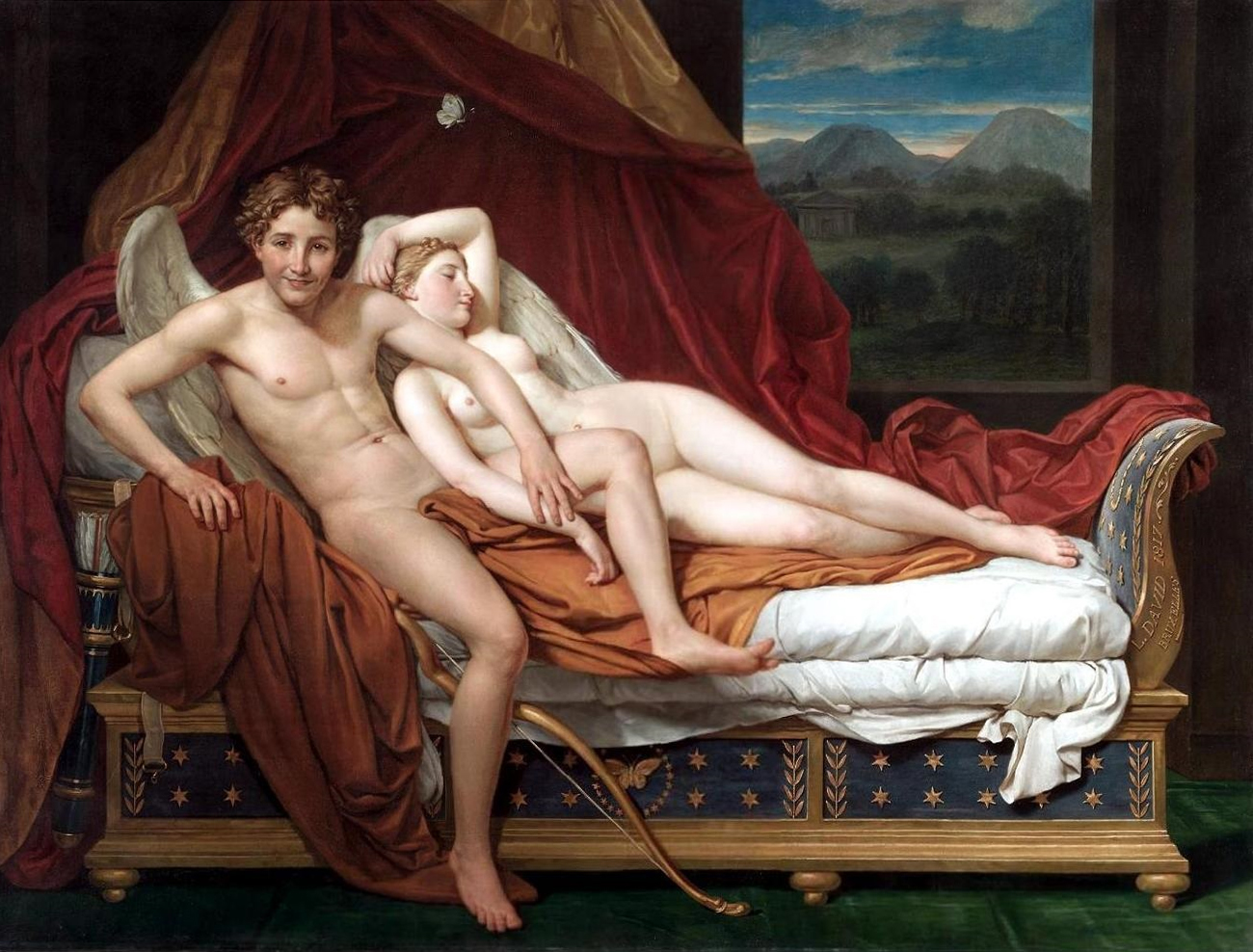
Love and Psyche (David), Jacques-Louis David, Kupid a Psyché, 1817
J. M. W. Turner, Požár Parlamentu, 1834-35
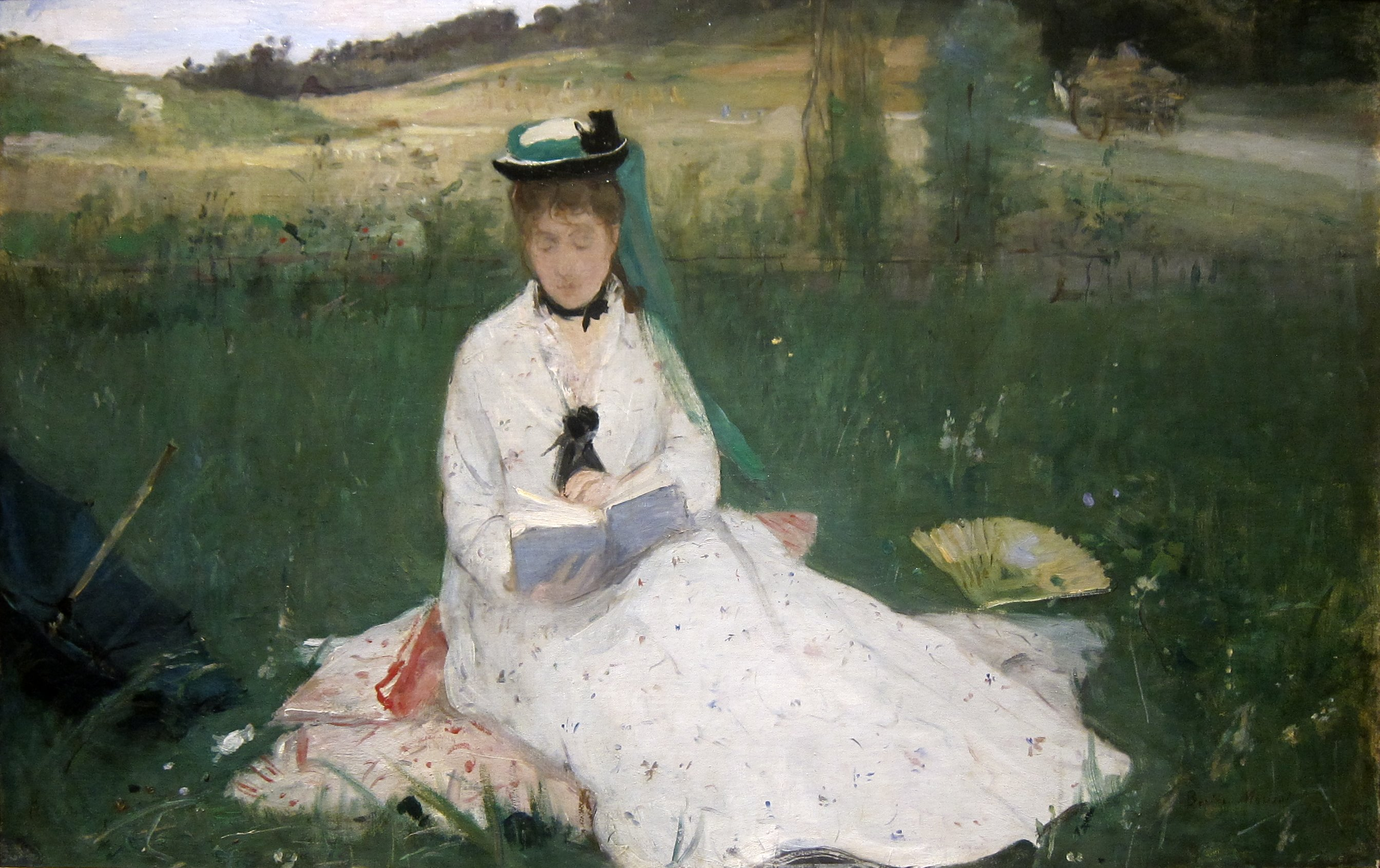
Berthe Morisotová, Četba, 1873
Claude Monet, Paní Monetová v červeném šátku, kolem r. 1870
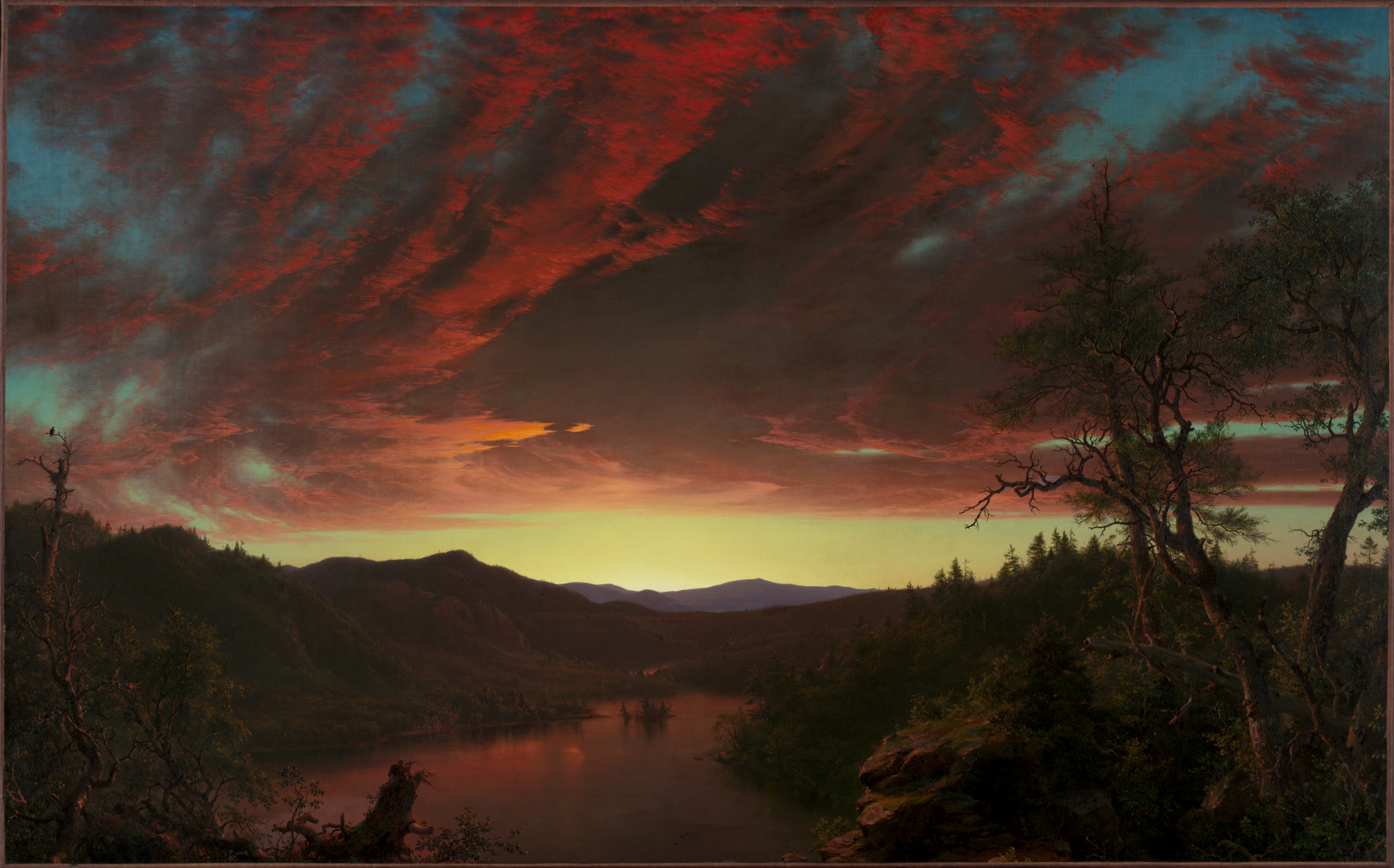
Frederic Edwin Church, Soumrak v divočině, 1860
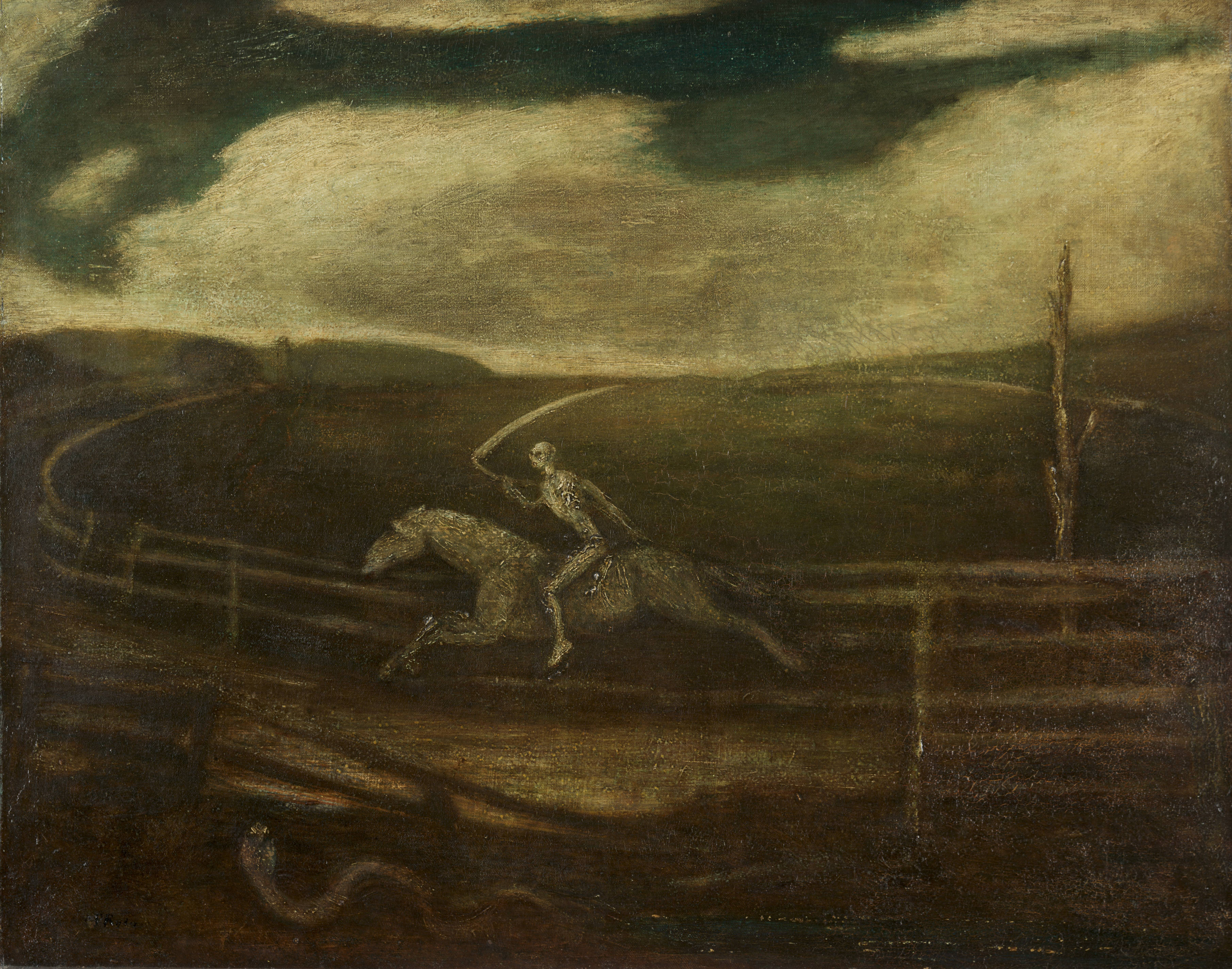
Albert Pinkham Ryder, Smrt na bílém koni
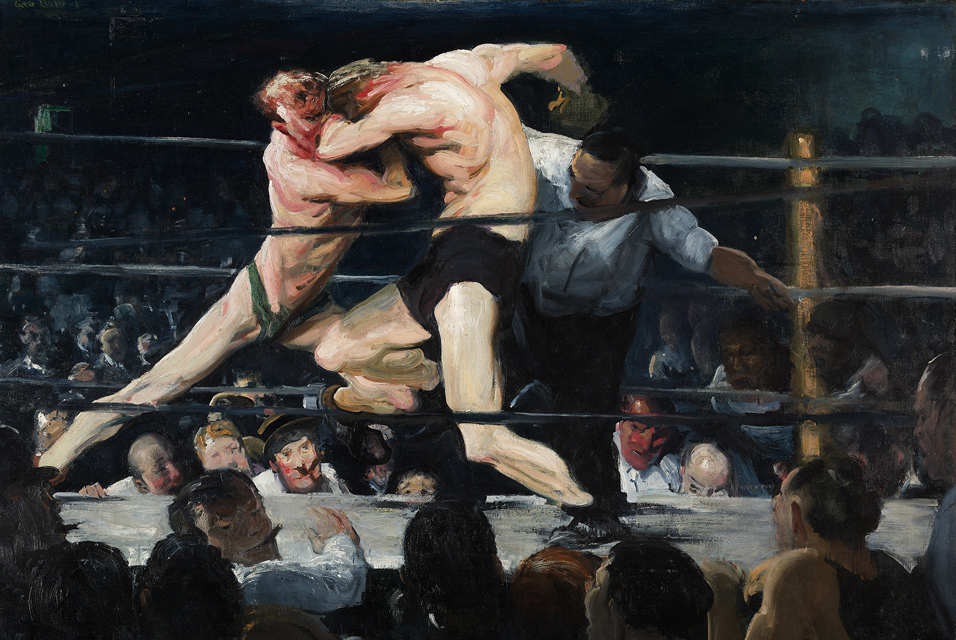
George Bellows, Chlapská společnost ve Sharkey's, 1909.
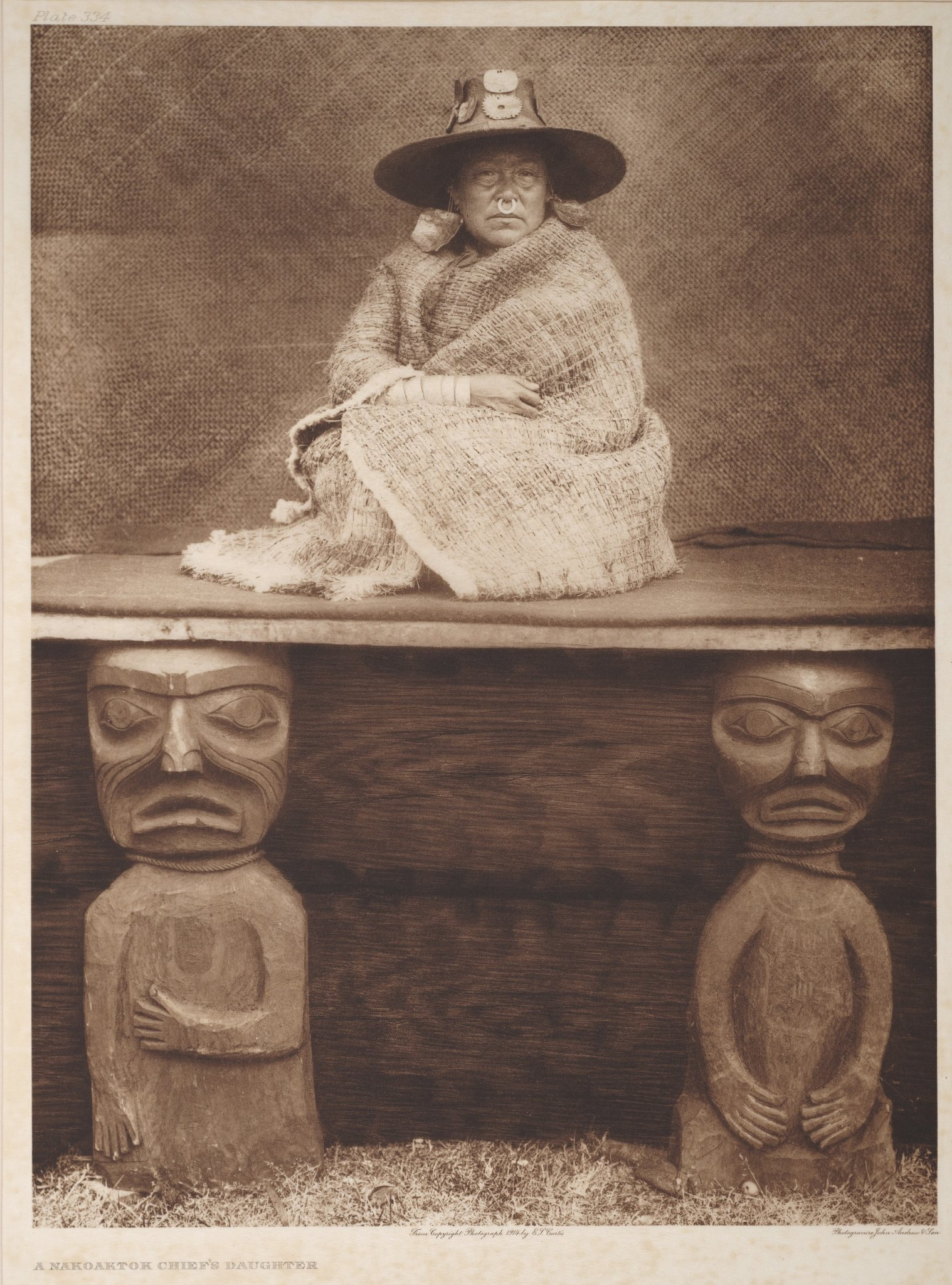
Edward S. Curtis, Dcera náčelníka Nakoaktoků
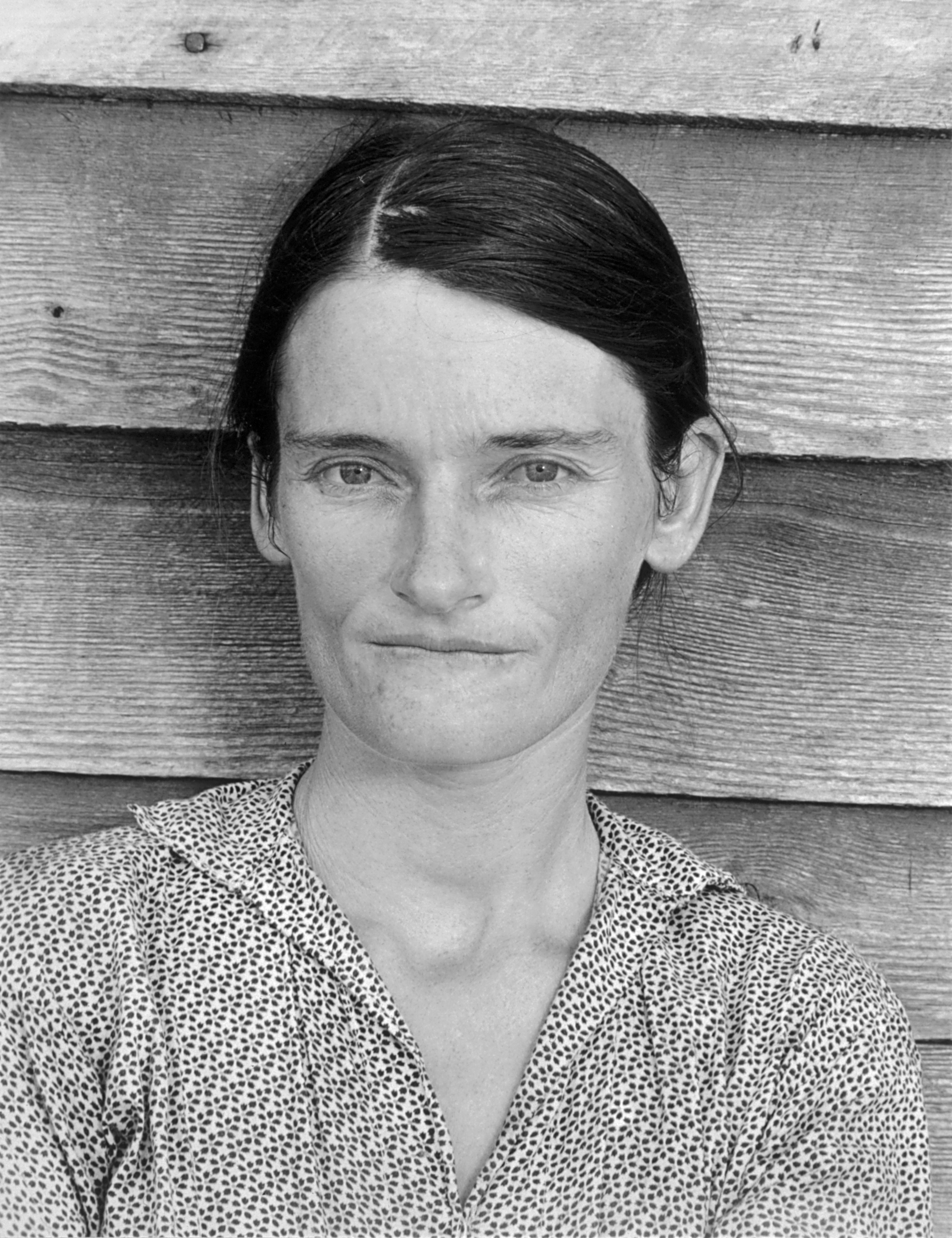
Walker Evans, Allie Mae Burroughsová, 1936.